# ایستگاه برق آبی شیلونگ با
ایستگاه برق آبی شیلونگ با (به لاتین: Shilongba Hydropower Station) یک نیروگاه برقابی در چین است که در Xishan District واقع شده‌است.